# Jean-Eudes Maurice
Jean-Eudes Maurice (ur. 21 czerwca 1986 w Alfortville) – haitański piłkarz występujący na pozycji napastnika.

## Kariera klubowa
| Sezon   | Klub                | Kraj    | Rozgrywki | Mecze | Bramki | Rozgrywki Europy | Mecze | Bramki |
| ------- | ------------------- | ------- | --------- | ----- | ------ | ---------------- | ----- | ------ |
| 2008/09 | Paris Saint-Germain | Francja | Ligue 1   | 0     | 0      | Liga Europy UEFA | 1     | 0      |
| 2009/10 | Paris Saint-Germain | Francja | Ligue 1   | 23    | 1      | –                | –     | –      |
| 2010/11 | Paris Saint-Germain | Francja | Ligue 1   | 10    | 0      | Liga Europy UEFA | 8     | 0      |
| 2011/12 | Paris Saint-Germain | Francja | Ligue 1   | 1     | 0      | Liga Europy UEFA | 2     | 0      |
| 2011/12 | RC Lens (wyp.)      | Francja | Ligue 2   | 19    | 1      | –                | –     | –      |
| 2012/13 | Le Mans FC (wyp.)   | Francja | Ligue 2   | 4     | 0      | –                | –     | –      |

Stan na: 31 grudnia 2012 r.

## Kariera reprezentacyjna
W reprezentacji Haiti zadebiutował w 2011 roku.